# Rolls-Royce Silver Spur
La Silver Spur, autovettura prodotta dalla casa britannica Rolls-Royce Motors, è stata in produzione dal 1980 al 1997 con 3 revisioni, nel 1989, nel 1993 e nel 1994.
L'automobile è la versione con interasse (o LWB, Long Wheel Base) allungato di 4 pollici, circa 10 cm, della Silver Spirit.

## Caratteristiche tecniche
La macchina è l'evoluzione della Silver Shadow con cui condivide parte della meccanica e il motore da 6.750 cm³ V8 a 90°. La versione originale, la Mark I, era dotata di un propulsore a benzina dotato di carburatore. I veicoli prodotti successivamente al 1986, invece, sono stati dotati di un motore ad iniezione. Il mezzo è disponibile sia in versione con guida a destra sia a sinistra.
Il motore è dotato di targhette in 5 lingue diverse: inglese, tedesco, francese, italiano e arabo. Nonostante le dimensioni generose del vano motore la batteria è alloggiata in un vano coperto del bagagliaio di dimensioni ridotte per un veicolo di tali dimensioni.
L'auto è dotata unicamente di cambio automatico a 3 rapporti più la retromarcia e il selettore si trova sul volante. Con le luci anabbaglianti accese, i fari abbaglianti si accendono attraverso un pulsante azionabile dal piede sinistro, vista la mancanza del pedale della frizione.
La Silver Spur, al pari della sorella Silver Spirit, è stata sostituita nel catalogo della casa inglese dalla Rolls-Royce Silver Seraph, primo modello prodotto dopo l'acquisizione dell'azienda da parte di Volkswagen e BMW.